# Constance Capet
Constance van Frankrijk ook bekend onder de naam Constance Capet (circa 1124 - 16 augustus 1176) was de enige dochter van koning Lodewijk VI van Frankrijk en Adelheid van Maurienne. Via haar huwelijken werd ze gravin-gemalin van Boulogne en daarna van Toulouse. Ze behoorde tot het huis Capet.

## Levensloop
In 1140 huwde ze met graaf Eustaas IV van Boulogne. Eustaas nam in 1151 samen met Constances broer Lodewijk VII deel aan een vruchteloze raid door het hertogdom Normandië, dat Mathilde van Engeland tot hertogin had uitgeroepen. 
In 1153 overleed haar eerste echtgenoot, waarna ze in 1154 huwde met graaf Raymond V van Toulouse, die tijdens zijn regering geconfronteerd werd met de groeiende invloed van het katharisme in zijn rijk. Ze kregen volgende kinderen:
- Raymond VI (1156-1222), van 1194 tot 1222 graaf van Toulouse
- Alberic (1157-1183)
- Adelheid (overleden in 1199), huwde met Roger II Trencavel, burggraaf van Carcassonne.
- Boudewijn (1165-1214)

In 1165 scheidden Constance en Raymond V om verwantschapsredenen. Over haar verdere leven is zeer weinig bekend en in 1176 overleed ze.

## Voorouders
| Voorouders van Constance Capet | Voorouders van Constance Capet                                                  | Voorouders van Constance Capet                                                  | Voorouders van Constance Capet                                                  | Voorouders van Constance Capet                                                  | Voorouders van Constance Capet                                                  | Voorouders van Constance Capet                                                  | Voorouders van Constance Capet                                                  | Voorouders van Constance Capet                                                  |
| ------------------------------ | ------------------------------------------------------------------------------- | ------------------------------------------------------------------------------- | ------------------------------------------------------------------------------- | ------------------------------------------------------------------------------- | ------------------------------------------------------------------------------- | ------------------------------------------------------------------------------- | ------------------------------------------------------------------------------- | ------------------------------------------------------------------------------- |
| Overgrootouders                | Hendrik I van Frankrijk (1008-1060) ∞ 1051 Anna van Kiev (1036-1078)            | Hendrik I van Frankrijk (1008-1060) ∞ 1051 Anna van Kiev (1036-1078)            | Floris I van Holland (1025-1061) ∞ 1050 Geertruida van Saksen (1033-1113)       | Floris I van Holland (1025-1061) ∞ 1050 Geertruida van Saksen (1033-1113)       | Amadeus II van Savoye (1048-1080) ∞ Johanna van Genève (-)                      | Amadeus II van Savoye (1048-1080) ∞ Johanna van Genève (-)                      | Willem I van Bourgondië (1020-1087) ∞ Stephania van Longwy-Metz (1035-1088)     | Willem I van Bourgondië (1020-1087) ∞ Stephania van Longwy-Metz (1035-1088)     |
| Grootouders                    | Filips I van Frankrijk (1052-1108) ∞ Bertha van Holland (1058-1094)             | Filips I van Frankrijk (1052-1108) ∞ Bertha van Holland (1058-1094)             | Filips I van Frankrijk (1052-1108) ∞ Bertha van Holland (1058-1094)             | Filips I van Frankrijk (1052-1108) ∞ Bertha van Holland (1058-1094)             | Humbert II van Savoye (1072-1103) ∞ Gisela van Bourgondië (1075-1133)           | Humbert II van Savoye (1072-1103) ∞ Gisela van Bourgondië (1075-1133)           | Humbert II van Savoye (1072-1103) ∞ Gisela van Bourgondië (1075-1133)           | Humbert II van Savoye (1072-1103) ∞ Gisela van Bourgondië (1075-1133)           |
| Ouders                         | Lodewijk VI van Frankrijk (1081-1137) ∞ 1115 Adelheid van Maurienne (1092-1154) | Lodewijk VI van Frankrijk (1081-1137) ∞ 1115 Adelheid van Maurienne (1092-1154) | Lodewijk VI van Frankrijk (1081-1137) ∞ 1115 Adelheid van Maurienne (1092-1154) | Lodewijk VI van Frankrijk (1081-1137) ∞ 1115 Adelheid van Maurienne (1092-1154) | Lodewijk VI van Frankrijk (1081-1137) ∞ 1115 Adelheid van Maurienne (1092-1154) | Lodewijk VI van Frankrijk (1081-1137) ∞ 1115 Adelheid van Maurienne (1092-1154) | Lodewijk VI van Frankrijk (1081-1137) ∞ 1115 Adelheid van Maurienne (1092-1154) | Lodewijk VI van Frankrijk (1081-1137) ∞ 1115 Adelheid van Maurienne (1092-1154) |